# 4. бригада копнене војске
Четврта бригада Копнене војске састоји се од пешадијских, оклопно-механизованих, артиљеријских и артиљеријско-ракетних јединица ПВО, инжињеријских и јединица везе.
Командант 4. бригаде КоВ је бригадни генерал Новица Петровић.
Команда Четврте бригаде КоВ налази се у Врању, а јединице су стациониране у Бујановцу и Врању.
О 4. бригади је новембра 2024. објављена луксузна монографија на близу 900 страница.

## Историјат
Четврта бригада Копнене војске формирана је 30. јуна 2007. године од 78. и делова 549. моторизоване и 52. мешовите артиљеријске бригаде. Језгро бригаде чине припадници 78. моторизоване бригаде. Јединица наставља традиције Првог пешадијског пука „Књаза Милоша Великог“.

## Организација и структура
Четврта бригада КоВ састоји се од команде бригаде и 11 батаљона - дивизиона.
- 40. командни батаљон
- 41. пешадијски батаљон
- 42. пешадијски батаљон
- 43. самоходни хаубички артиљеријски дивизион
- 44. дивизион СВРЛ (Самоходни вишецевни ракетни лансери)
- 45. ард ПВД (Артиљеријско-ракетни дивизион за противваздухопловна дејства)
- 46. тенковски батаљон
- 47. механизовани батаљон
- 48. механизовани батаљон
- 49. логистички батаљон
- 410. инжењеријски батаљон

### Задаци
Тежишни задатак Четврте бригаде Копнене војске је обезбеђење административне линије с Косовом и Метохијом и контрола Копнене зоне безбедности (јединице су стациониране у 16 база).
Поред тога јединица има и следеће задатке:
- обучавање и увежбавање команди и јединица за извршење наменских задатака,
- припрема и ангажовање јединица за пружање помоћи цивилним властима у санацији последица евентуалних природних непогода и катастрофа.

## Наоружање
Наоружање којим располаже Четврта бригада КоВ:
- тенк М-84
- БВП М-80
- самоходна хаубица 122 mm 2С1
- самоходни вишецевни лансер ракета 128 mm М77 „ОГАЊ“
- оклопни транспортер БТР-50ПУ
- аутомобил оклопно извиђачки БРДМ-2
- пешадијско наоружање

## Обука
У команди и јединицама 4. бригаде КоВ реализује се стручноспецијалистичка обука војника свих родова Копнене војске и оспособљавање и усавршавање професионалног састава.